# Big Finish Games
Big Finish Productions est une société indépendante de développement de jeux sur ordinateur fondée en 2007.
La société est composée d'anciens employés issus d'Access Software. Elle comprend notamment Chris Jones et Aaron Conners, connus pour leur travail sur la saga Tex Murphy dans les années 1990.

## Historique
Chris Jones était le copropriétaire et directeur financier de Access Software de 1982 à 1999 avant son rachat par Microsoft. La collaboration entre Jones et Conners date de 1991 et a permis le développement et la sortie de Under a Killing Moon, The Pandora Directive et Tex Murphy: Overseer.
Les deux compères continuent de créer d'autres jeux après le rachat par Microsoft notamment The Back Pearl (avec Mark Hamill). Malheureusement aucun des jeux ne furent matérialisés et Jones quitte l'industrie du jeu vidéo en 2004. Conners devient alors réalisateur pour la société Indie Built (une annexe de Take-Two). Fin 2007, Conners et Jones décident de fonder Big Finish Games et s'attèlent à la réalisation de Three Cards to Midnight.

## Jeux développés
- 2009: Three Cards to Midnight
- 2010: Three Cards to Dead Time
- 2011: Murder Island: Secret of Tantalus
- 2011: Escape from Thunder Island
- 2012: Rita James and the Race to Shangri La
- 2014: Tesla Effect: A Tex Murphy Adventure